# プレミアグループ
プレミアグループ株式会社（英：Premium Group Co., Ltd.）は、東京都港区虎ノ門に本社を置く、ファイナンス事業を運営する企業グループの統括、オートクレジットを中心としたファイナンス事業及び各種サービスの提供を行う企業。

## 概要
オートリースやオートクレジットを手掛けるプレミア株式会社、故障保証事業を行うプレミアワランティサービス株式会社、オートモビリティサービス事業を展開するプレミアモビリティサービス株式会社などの経営管理を行う持株会社である。
企業としての歴史は、2007年7月31日に、中古車卸売業を営む株式会社ガリバーインターナショナル（現：IDOM）の新規事業を担う完全孫会社として設立されたジー・ワンクレジットサービス（後のプレミアファイナンシャルサービス株式会社、現：プレミア株式会社）にまで遡る。ジー・ワンクレジットサービスは、資金調達力の向上及びファイナンス事業・故障保証事業の伸長のため、2010年7月にSBIホールディングスの完全子会社となりSBIクレジット株式会社に社名変更、さらに2013年3月には丸紅の完全子会社であるアイ・シグマ・キャピタル株式会社が管理・運営するファンドの完全子会社となり、プレミアファイナンシャルサービス株式会社に社名変更した。
その後2015年5月25日に、AZ-Star1号投資事業有限責任組合による出資受け入れのための受け皿会社として、株式会社AZS一号という商号で、現在のプレミアグループ株式会社が設立された。同社は同年6月19日にプレミアファイナンシャルサービス株式会社を完全子会社化、7月8日にはプレミアグループ株式会社に商号を変更し現在に至っている。

## 沿革
- 2007年 - 株式会社ガリバーインターナショナル（現：IDOM）の孫会社として、ジー・ワンクレジットサービス（現：プレミア株式会社）が設立される[2]。

- 2010年 - SBIホールディング株式会社が親会社となり、SBIクレジット株式会社に社名変更[2]。

- 2013年 - 丸紅株式会社の100%子会社が管理・運営するアイ・シグマ・キャピタル株式会社が親会社となり、プレミアファイナンシャルサービス株式会社へ社名変更[2]。

- 2015年 - AZ-Star株式会社が管理するファンドへの株主異動に際し、出資受入れのための受け皿会社として、株式会社AZS一号（現：プレミアグループ株式会社）を設立 。

- 2016年 - プレミアグループ株式会社を持株会社として、その傘下にプレミア株式会社などの事業会社を設置するホールディングス体制に移行した。また、カーマーケット分野に関するサービスを提供するPAS株式会社を設立した。さらに、タイにおいて、オートファイナンス及び故障保証を提供するタイ証券取引所上場会社のEastern Commercial Leasing p.l.c.と業務提携に関する契約を締結、 25.4％を出資し関連会社化。また、初の海外現地法人であるPFS(Thailand)Co.,Ltd.（現 Premium Asset Management（Thailand）Co., Ltd.）や、故障保証及び自動車整備サービスを提供する合弁会社Eastern Premium Services Co., Ltd.（現 Premium Service Thailand）Co., Ltd.）を設立した[2]。

- 2017年 - 自動車関連IoT装置の開発・提供を行う合弁会社CIFUT株式会社を設立　オートリースを提供するプレミアリース株式会社（現 PLS株式会社）を設立。また、東京証券取引所市場第二部へ上場を果たした。インドネシアでは、故障保証を提供する合弁会社Pt Premium Garansi Indonesiaを設立した[2]。

- 2018年 - プレミアグループのシステム企画・開発・運用を行うプレミアシステムサービス株式会社を設立した。また、モビリティ事業者向けソフトウェアの開発・販売を行う株式会社ソフトプランナー（現：プレミアソフトプランナー株式会社）を子会社化した。なお、この年より東京証券取引所市場第一部に市場を変更した[2]。

- 2019年 - 中古輸入車を主とする故障保証を提供する株式会社ロペライオソリューションズ（現：プレミアワランティサービス株式会社）を子会社化[2]。

- 2020年 - グループの役職員に対する研修の企画・実施を行う株式会社VALUE、オートモビリティサービス関連事業を運営するプレミアモビリティサービス株式会社、オートパーツ関連事業を運営するプレミアオートパーツ株式会社、故障保証事業を運営するプレミアワランティサービス株式会社を設立した。また、買取・受託による債権回収業務、車輌引揚業務を行う中央債権回収株式会社を子会社化した[2]。

- 2021年 - フィリピンで、故障保証事業を提供する合弁会社Premium Warranty Services Philippines, Inc.を設立[2]。

- 2022年 - モビリティ事業者向け会員組織の開拓・推進事業を運営するカープレミア株式会社を設立。また、東京証券取引所プライム市場に市場を移行したほか、エンドユーザー向けクルマ情報サイト「クルマのことなら カープレミア」をオープンした[2]。